# Немања Петрић
Немања Петрић (Пријепоље, 28. јул 1987) је српски одбојкаш. Висок је 202 cm и игра на позицији примача сервиса, а тренутно наступа за Партизан.

## Играчка каријера

### Клупска каријера
Почетак Петрићеве професионалне каријере уско је повезан са Игором Колаковићем, који га је довео из пожаревачког Младог радника у подгоричку Будућност и тамо му био тренер три године (2007 - 2010), а као селектор му је дао шансу да се искаже и у репрезентацији Србије.
Са Подгоричанима је једанпут био првак Црне Горе (2007/08) и два пута побједник Купа Црне Горе (2007/08, 2008/09). Финансијски проблеми са којима се Будућност суочила 2009. натјерали су већину играча на размишљање о промјени средине.
Годину дана касније, Петрић се сели у Белгију, односно у тамошњи Асе-Леник, у чијем дресу проводи само једну сезону, након чега ће потписати уговор са италијанском Сир Сејфти Перуђом, у којој је, играјући са Квиском Вујевићем и сарађујући са тренером Слободаном Ковачем, стекао пуну играчку зрелост. Сама екипа је, за двије и по године, прешла пут од друголигаша до финалисте плеј-офа Серије А1.
Жеља за освајањем нових трофеја га је, 2014, одвела у Модену, што се показало паметним избором, пошто је већ у првој сезони (2014/15) укњижена титула побједника Купа Италије и финале плеј-офа Серије А1.

#### Статистика
У првој сезони на чизми (2011/12), играо је за Сир Сејфти Перуђу у Серији А2. Био је 21. поентер (382 поена, 30 утакмица) и 50. примач (130 идеално примљених сервиса) тог надметања.
Сир Сејфти Перуђа је изборила пласман у највиши ранг такмичења, па је Петрић, у сезони 2012/13, имао премијеру у Серији А1. У регуларном дијелу је био 38. поентер (346 поена, 22 утакмице) и 56. примач (90 идеално примљених сервиса). У плеј-офу је одиграо само двије утакмице и остварио 32 поена (51. мјесто) и имао 1 идеално примљен сервис (79. мјесто). У Купу Италије је био 21. поентер (13 поена, 1 утакмица) и 21. примач (4 идеална пријема).
Сезона 2013/14. је најуспјешнија у дотадашњој историји Сир Сејфти Перуђе. Петрићев допринос игри тима који је догурао до финала плеј-офа и националног купа изгледао је овакоː 22 одигране утакмице у регуларном дијелу, 327 поена (7. мјесто) и 94 идеално примљена сервиса (28. мјесто). У плеј-офу је био 2. поентер (169 поена, 11 утакмица) и 5. примач (42 идеална пријема). У Купу Италије је био 4. поентер (37 поена, 3 утакмице) и 13. примач (12 идеалних пријема).
У регуларном дијелу сезоне 2014/15. био је, као првотимац моденског Пармаређа, 20. на листи најбољих поентера (290 поена, 24 утакмице) и 38. на листи најбољих примача (87 идеално примљених сервиса) Серије А1. У плеј-офу, био је 6. поентер (103 поена, 8 утакмица) и 11. примач (29 идеалних пријема). У Купу Италије, био је 2. поентер (54 поена, 3 утакмице) и 14. примач (8 идеалних пријема).

### Репрезентативна каријера
Као што је већ поменуто, Петрић је репрезентативну каријеру започео у мандату Игора Колаковића (2009), да би, потом, неколико година био изостављан са списка. Коначно, 2013. је услиједио повратак и од тада је стандардан у српском тиму. Има бронзану медаљу са Европског првенства 2013. и сребро у Свјетској лиги 2015. Са репрезентацијом је освојио златну медаљу у Паризу на Европском првенству 2019. године победом у финалу против Словеније са 3:1.
Закључно са финалном утакмицом Свјетске лиге 2015. одиграо је 68 званичних утакмица за орлове.